# Piazza Bucarest
Piazza Bucarest er en roman fra 2004 skrevet af Jens Christian Grøndahl.
Romanen handler om en ung kvinde, der får en enestående chance for at slippe ud af Ceaucescus Rumænien. Hun kommer til Danmark og slår sig ned hos den amerikanske musiker Scott. Men langsomt finder hun ud af, at hun ikke føler sig hjemme og irriteres over danskernes tryghedsnarkomani og manglende lidenskab. Hun stikker derfor af til Italien for dér at prøve at finde sig et liv.
Gennem Elena – som den unge kvinde hedder – tegner denne roman et tankevækkende billede af Danmark og danskerne udefra.